# SFC Kalinkovo
SFC Kalinkovo là một câu lạc bộ bóng đá Slovakia, đến từ thị trấn Kalinkovo.

## Màu sắc
Màu sắc của câu lạc bộ là xanh dương và vàng.